# RKO 281
RKO 281 är en amerikansk TV-film från 1999 i regi av Benjamin Ross. Filmen skildrar tillkomsten av filmen En sensation (Citizen Kane). Titeln anspelar på dess ursprungliga produktionsnummer. Rollen som Orson Welles spelas av Liev Schreiber och övriga roller spelas av bland andra James Cromwell, Melanie Griffith, John Malkovich och Roy Scheider. Filmen spelades mestadels in i eller omkring London.

## Medverkande
- Liev Schreiber – Orson Welles
- John Malkovich – Herman J. Mankiewicz
- Roy Scheider – George Schaefer
- James Cromwell – William Randolph Hearst
- Melanie Griffith – Marion Davies
- Liam Cunningham – Gregg Toland
- David Suchet – Louis B. Mayer
- Brenda Blethyn – Louella Parsons
- Fiona Shaw – Hedda Hopper